# Джеодис Парк
„Джеодис Парк“ е футболен стадион в Нашвил, Тенеси, САЩ. Това е домакинският стадион на Нашвил СК от МЛС. Стадионът има капацитет от 30 000 места.
Стадионът ще бъде домакин на мачове по време на Световното клубно първенство по футбол през 2025 г.